# Dia da Pachamama
O Dia da Pachamama, também chamado de Pachamama Raymi, é comemorado anualmente em 1º de agosto em homenagem à divindade andina Pachamama nos povos andinos Quíchua e Aimará dos Andes da Argentina, Bolívia, Colômbia, Chile, Equador e Peru. A partir desse dia, rituais de oferendas comunitárias, familiares e individuais são realizados ao longo do mês de agosto de cada ano.
O sentido da celebração vai para a gratidão, o pedido e a bênção dos diferentes elementos que a Pacha oferece, que é entendida não apenas como Terra, mas também como mundo, universo e espaço-tempo. Nas orações, agradece-se o bom tempo, a protecção e a generosidade e fartura nas colheitas das quintas e dos animais.
A celebração consiste principalmente em oferendas ou 'despachos' rituais com vários elementos dedicados à Pachamama que podem ser cremados ou enterrados de acordo com a tradição do território específico. Os rituais são baseados no ayni ou princípio da reciprocidade da visão de mundo andina, e são liderados pelos líderes carismáticos e mais velhos da comunidade. As ofertas incluem diferentes produtos, geralmente os melhores do ano, como tubérculos, frutas, cereais, flores, chicha de jora, kintus de coca e tabaco, entre outras coisas.

## Origem
Segundo vários historiadores, a origem desta celebração remonta a períodos anteriores à chegada dos conquistadores europeus, embora não se saiba com certeza devido à ausência de fontes. Porém, a data coincide com o preparo dos solos nas fazendas antes da chegada das chuvas.

## Tradições nos países andinos

### Argentina
Nos rituais de origem quíchua na Argentina, principalmente nas províncias de Jujuy e Salta, oferendas como comida cozida, álcool, vinho, cigarros, chicha e outros elementos são colocados em uma panela de barro que posteriormente é enterrada.
Da mesma forma, os guaranis do país introduziram no nordeste da Argentina a tradição de consumir neste dia uma bebida que consiste em um ramo de arruda masculina colocado dentro de uma garrafa contendo cana, a fim de obter saúde e afastar males. suas crenças.  Segundo a tradição, o interessado deve preparar a bebida com antecedência e tomar três pequenos goles no início da manhã de 1º de agosto.

### Bolívia
Nos rituais Aymara na Bolívia, os rituais de oferenda incluem a participação de yatiris, ch'allas, queima de mesas de doces, oferenda de comida e sangue de lhama.
Nos arredores de El Alto as pessoas que se deslocam ao local são recebidas desde a madrugada, para poder agradecer o que receberam e fazer novos pedidos à Pachamama. No local, encontram-se os amautas que orientam os rituais, as rezas, fazendo som pututus, e cantando jallalla ou viva in aimará. Um dos amautas que presidem os rituais em El Alto é o amauta Mariano Condori. 
As mesas de doces que são incineradas têm diferentes formas e incluem os "mistérios", que são pequenas mesas de açúcar com várias imagens, como o sol ou a lua. Eles também incluem a planta medicinal wira k'oa, incenso, copal ou resinas vegetais aromáticas e gordura de lhama. Depois de montada a oferenda, ela deve ser ch'allar (ou abençoada) com álcool, vinho ou cerveja e, em seguida, colocada no fogo. Os itens oferecidos devem ser reduzidos a cinzas.

### Chile
No norte do Chile, a celebração leva o nome de Qulqi Uru (de aimara, que se traduz como 'Dia de Prata', 'Dia de Sorte' ou 'Dia da Abundância').

### Peru
Em Cusco, o dia leva o nome de Pachamama Raymi, que significa Festa da Mãe Terra. As oferendas que são depositadas sobre uma manta andina são acompanhadas de música, cantos e danças que duram todo o mês. Tanto os sacerdotes e sacerdotisas quanto os outros participantes usam trajes tradicionais andinos. No Quechua do sul em Cusco, uma oferenda a Pachamama é chamada de Haywarikuy, e no caso da oferenda feita a Pachamama em 1º de agosto é chamada de Hatun Willka Haywarikuy.